# Lorenzo Buffon
Pour les articles homonymes, voir Buffon.
Lorenzo Buffon, né le 19 décembre 1929 à Majano, dans la province d'Udine, dans la région du Frioul-Vénétie Julienne, est un footballeur professionnel italien qui évoluait au poste de gardien de but.
Il est le grand-oncle (cousin du grand-père) de Gianluigi Buffon, champion du monde 2006 avec la Squadra Azzurra,.

## Biographie
Il commence le football à l'AC Portogruaro en Serie D. Il ne débute véritablement sa carrière professionnelle qu'en 1949 à l'AC Milan. Il y reste titulaire indiscutable pendant toutes les années 1950. Il est donc un acteur majeur des années d'or du club lombard, lors de l'époque du trio célèbre, le Gre-No-Li. Avec l'AC Milan il remporte quatre scudetti et deux coupes latines.
Il est convoqué pour la première fois en équipe d'Italie le 8 novembre 1958, et devient titulaire lors d'un match contre la France (2-2). Il reçoit un total de 16 sélections en équipe d'Italie de 1958 à 1962.
Il rejoint le Genoa CFC en 1959 où il reste un an avant de rejoindre l'Inter Milan en 1960, avec il remporte un scudetto. En 1963, il signe pour un an à la Fiorentina et termine sa carrière en jouant pendant une saison à l'AC Ivrée.
Il vit aujourd'hui dans la commune de Latisana où il avait pour charge de repérer des jeunes talents pour le secteur jeunesse de l'AC Milan.

## Palmarès

### AC Milan
- Championnat d'Italie (4) : 
  - 1950-1951, 1954-1955, 1956-1957, 1958-1959

- Coupe Latine de football (2) : 
  - 1951, 1956

### Inter Milan
- Championnat d'Italie (1) : 
  - 1962-1963